# フォレガンドロス島
フォレガンドロス島（フォレガンドロスとう、ギリシア語: Φολέγανδρος、英: Folegandros、Pholegandros）は、エーゲ海にあるギリシャ領の島。シキノス島、イオス島、アナフィ島、サントリーニ島などとともにキクラデス諸島南部を構成している。ホラ、カラヴォスタシス、アノ・メリアの三つの村落があり、たがいに舗装道路で連絡している。

## 歴史
古代のフォレガンドロス島についてはほとんど分かっていないが、ドーリア人が定住していた。のちにアテナイに支配された。1207年にヴェネツィア商人のマルコ・サヌードに征服されて以降、オスマン帝国領となる1566年までヴェネツィアによる支配が続いた。19世紀にギリシャ領となった。

## 地理
切り立った崖や大洞窟など、島にはさまざまな地形がある。島の中心地のホラは、高さ200mの崖のそばに築かれている。カラヴォスタシスの町にはフォレガンドロス港が、アノ・メリア村には生態学・民俗学博物館がある。有名なカテルゴのビーチは、カラヴォスタシスからボートでしかアクセスできない。

## ギャラリー

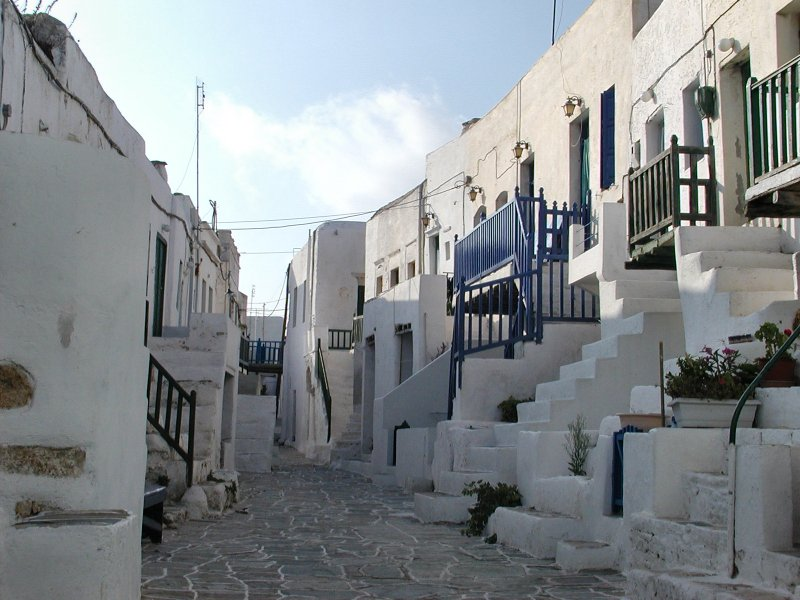
ホラの街並み
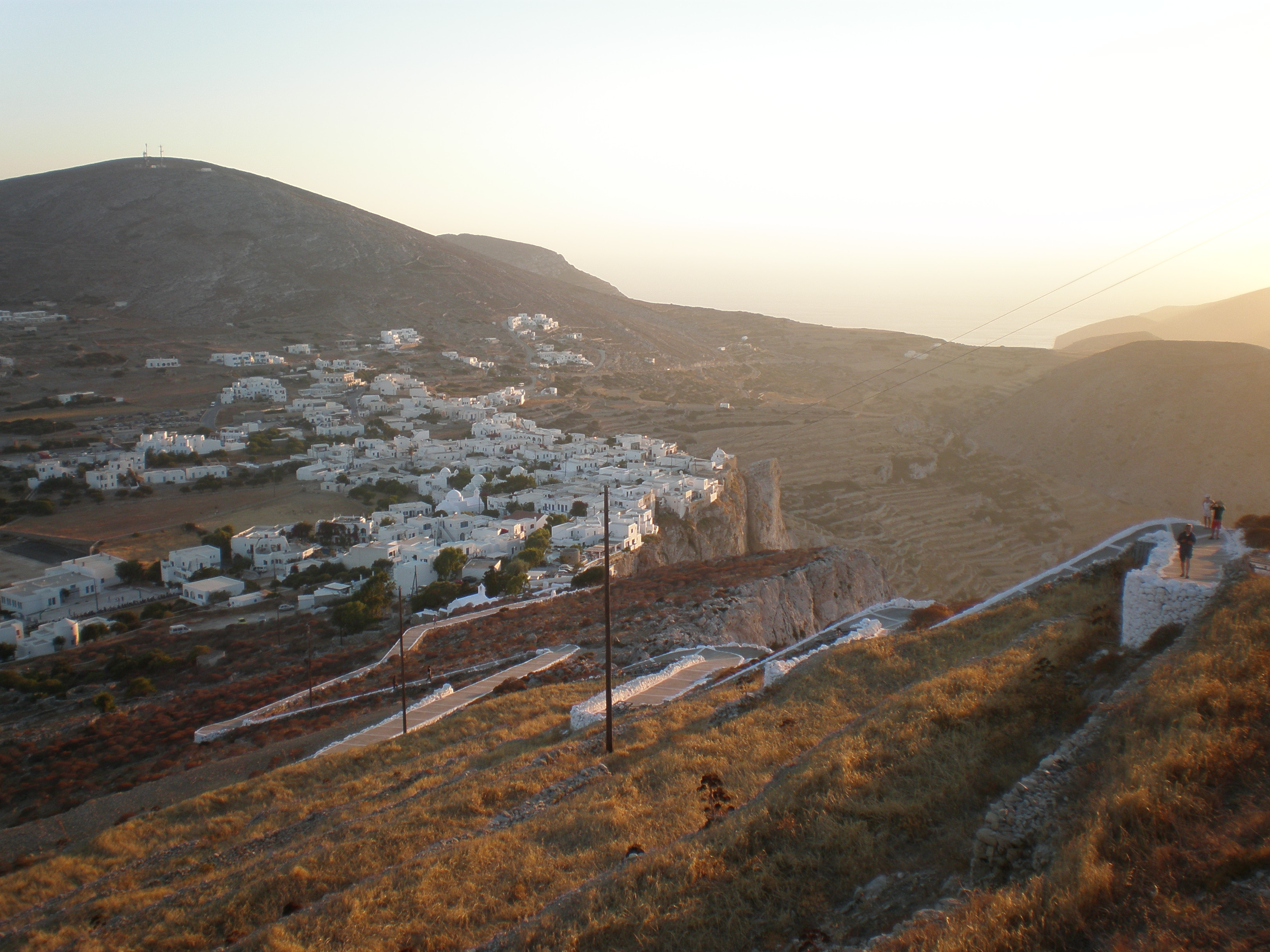
パナギア教会からホラを見る
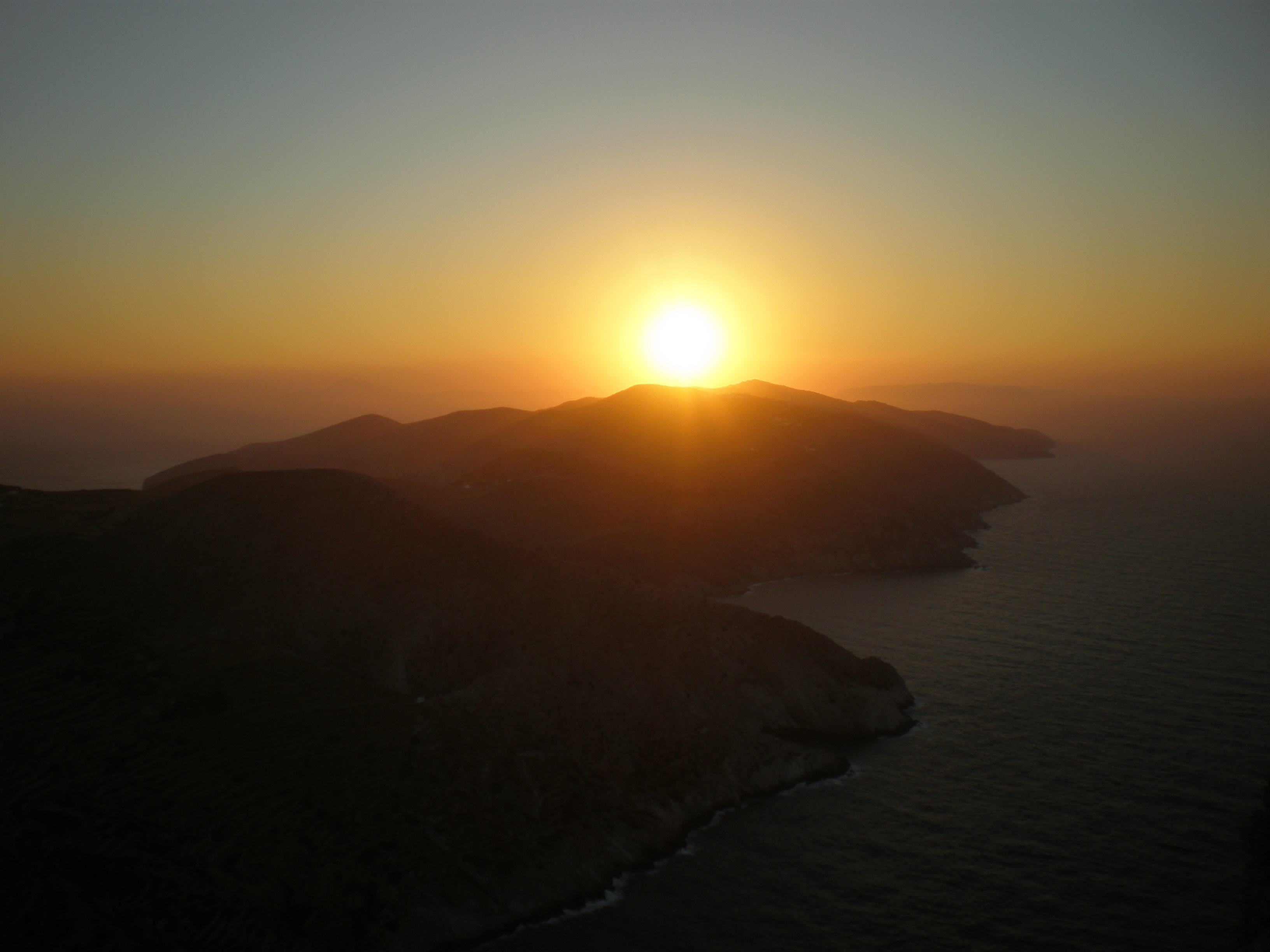
パナギア教会から見る日の入り
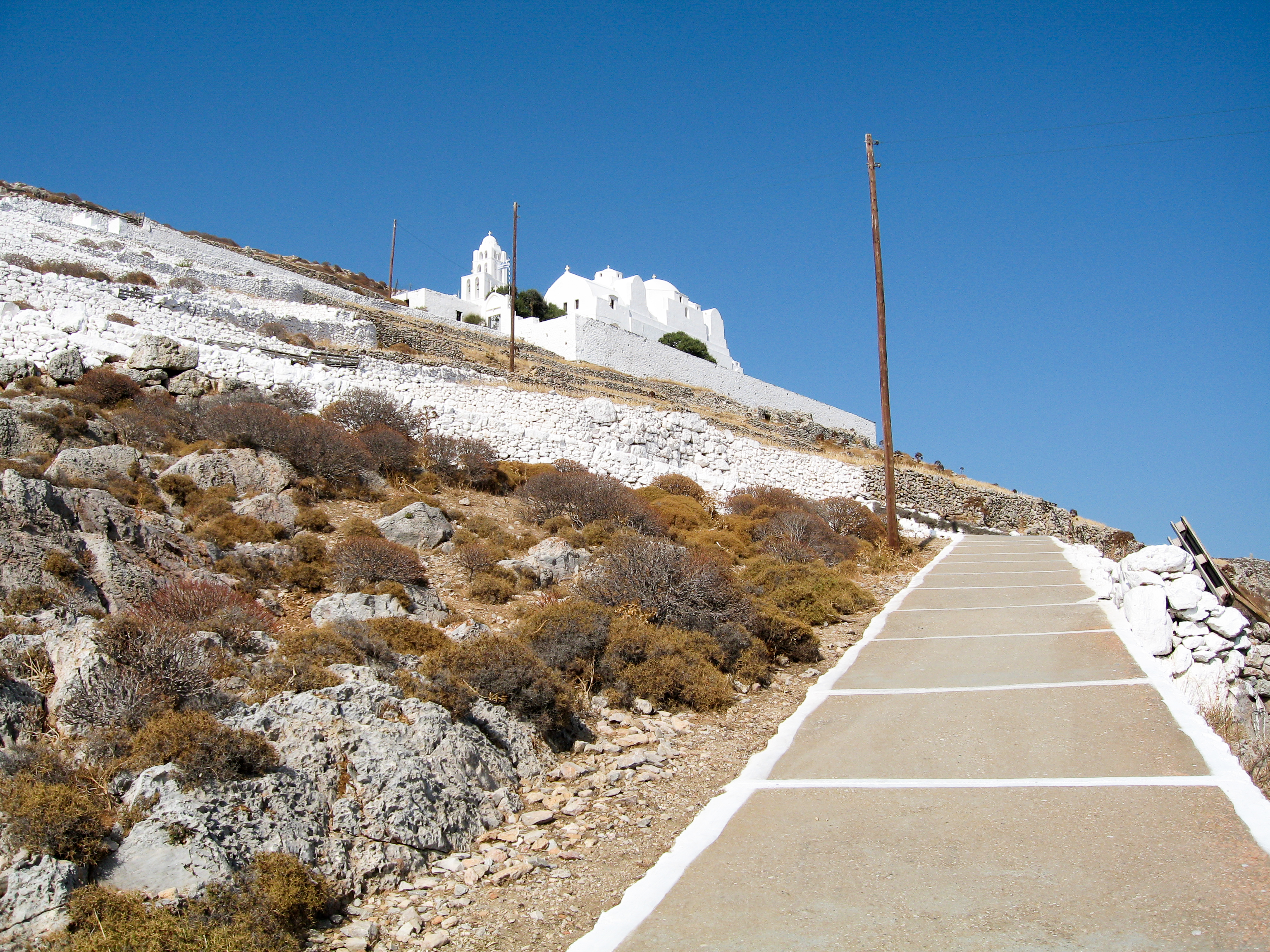
パナギア教会